# Gitte Sunesen
Gitte Jensby Sunesen Vilhelmsen, née le 11 décembre 1971, est une ancienne handballeuse internationale danoise évoluant au poste de gardienne.
Avec l'équipe du Danemark, elle participe notamment aux jeux olympiques de 1996 où elle remporte la médaille d'or,.
Elle remporte également le titre de championne du monde en 1997.

## Palmarès

### En club
compétitions nationales
- championne du Danemark en 1990, 1991, 1992, 1993 et 1994 (avec GOG Håndbold)
- vainqueur de la coupe du Danemark en 1990, 1992 et 1993 (avec GOG Håndbold)

### En sélection
Jeux olympiques d'été
- médaille d'or aux Jeux olympiques de 1996 à Atlanta

championnats du monde
- finaliste du championnat du monde 1993
- troisième du championnat du monde 1995
- vainqueur du championnat du monde 1997

championnats d'Europe
- vainqueur du championnat d'Europe 1994
- vainqueur du championnat d'Europe 1996
- finaliste du championnat d'Europe 1998